# Kanton Vertaizon
Der Kanton Vertaizon war bis 2015 ein französischer Kanton im Arrondissement Clermont-Ferrand, im Département Puy-de-Dôme und in der Region Auvergne-Rhône-Alpes; sein Hauptort war Vertaizon. Vertreter im Generalrat des Départements war von 1982 bis 2014 Alain Néri (PS). Ihm folgte Martine Malterre-Puyfoulhoux (ebenfalls PS) nach.
Der Kanton Vertaizon war 85,53 km² groß und hatte im Jahr 1999 9.175 Einwohner. Er lag im Mittel 375 Meter über dem Meeresspiegel, zwischen 295 Meter in Beauregard-l’Évêque und 603 Meter in Mezel.

## Gemeinden
Der Kanton bestand aus zwölf Gemeinden:
| Gemeinde                | Einwohner Jahr | Fläche km² | Bevölkerungsdichte | Code INSEE | Postleitzahl |
| ----------------------- | -------------- | ---------- | ------------------ | ---------- | ------------ |
| Beauregard-l’Évêque     | 1.370 (2013)   | 12,02      | 114 Einw./km²      | 63034      | 63116        |
| Bouzel                  | 717 (2013)     | 4,21       | 170 Einw./km²      | 63049      | 63910        |
| Chas                    | 383 (2013)     | 3,52       | 109 Einw./km²      | 63096      | 63160        |
| Chauriat                | 1.615 (2013)   | 8,64       | 187 Einw./km²      | 63106      | 63117        |
| Espirat                 | 331 (2013)     | 4,32       | 77 Einw./km²       | 63154      | 63160        |
| Mezel                   | 1.910 (2013)   | 8,4        | 227 Einw./km²      | 63226      | 63115        |
| Moissat                 | 1.188 (2013)   | 13         | 91 Einw./km²       | 63229      | 63190        |
| Ravel                   | 691 (2013)     | 10,03      | 69 Einw./km²       | 63296      | 63190        |
| Reignat                 | 362 (2013)     | 4,1        | 88 Einw./km²       | 63297      | 63160        |
| Saint-Bonnet-lès-Allier | 433 (2013)     | 1,51       | 287 Einw./km²      | 63325      | 63800        |
| Vassel                  | 268 (2013)     | 2,95       | 91 Einw./km²       | 63445      | 63910        |
| Vertaizon               | 3.207 (2013)   | 12,83      | 250 Einw./km²      | 63453      | 63910        |

## Bevölkerungsentwicklung
| 1962 | 1968 | 1975 | 1982 | 1990 | 1999 | 2006  | 2011  |
| ---- | ---- | ---- | ---- | ---- | ---- | ----- | ----- |
| 5813 | 6165 | 6361 | 7278 | 8262 | 9175 | 11175 | 12208 |